# Algershofen
Algershofen ist ein Stadtteil von Munderkingen im Alb-Donau-Kreis in Baden-Württemberg. Der Weiler liegt circa einen Kilometer südwestlich von Munderkingen.

## Geschichte
Algershofen wurde 1278 als „Algershoven“ erstmals urkundlich erwähnt. Der Ort war wohl immer mit Munderkingen verbunden. 
Nach 1805 war der Ort Kondominium mit Thurn und Taxis wegen eines früheren Anteils des Klosters Obermarchtal. Algershofen gehörte von 1813 bis 1933 zur Gemeinde Untermarchtal. 

## Sehenswürdigkeiten
- Kapelle St. Mauritius von 1804.